# پالاسا
پالاسا (به انگلیسی: Palasa) یک منطقهٔ مسکونی در هند است که در بخش سریکاکولم واقع شده‌است. پالاسا ۴۲٫۷۵ کیلومتر مربع مساحت و ۵۷٬۵۰۷ نفر جمعیت دارد و ۳۸ متر بالاتر از سطح دریا واقع شده‌است.